# Slag bij Athens
De Slag bij Athens vond plaats op 5 augustus 1861 in Clark County, in het noordoosten van Missouri. Het is de meest noordelijke veldslag uit de Amerikaanse Burgeroorlog.

## De achtergrond
Terwijl brigadegeneraal Nathaniel Lyon de Missouri State Guard achtervolgde doorheen het zuidwestelijke deel van Missouri, werden Home Guard-eenheden gevormd die trouw bleven aan de Unie. David Moore werd aangesteld als kolonel van het 1st Northeast Missouri Home Guard Regiment.
Kolonel Martin E. Green liet de mannen van de Tweede Divisie van de Missouri State Guard naar het trainingskamp van Horseshoe Bend komen. Daar werden de mannen ingedeeld in het Eerste Cavalerie Regiment van de Tweede Divisie. Joseph C. Porter werd aangesteld als luitenant-kolonel en Benjamin W. Shacklett als majoor.
Moore kreeg te maken met onrust in eigen rangen. Hij zou eerst de plaatselijke tegenstanders verslaan en zich daarna terugtrekken naar Athens. Daar zou hij zijn voorraden kunnen aanvullen in Croton en de Iowa supply depot. Op 21 juli viel hij het stadje Etna aan in Scotland County, Missouri samen met een compagnie van de Illinois Militia en Iowa Home Guards. Daarna trok Moore zich opnieuw terug naar Athens.
Kolonel Green verdreef als reactie de Home Guards uit Edina in Knox County op 31 juli. Daarna rukte hij op naar de Noordelijke eenheden van Moore in Athens. Ondertussen werden Moores mannen uitgerust met Springfield-geweren.
Op 4 augustus 1861 kampeerde Green op ongeveer 10 km ten westen van Athens. Moore had ook versterkingen gevraagd die in Croton en Keokuk gelegerd waren. De versterkingen zouden Moore niet op tijd bereiken om deel te nemen aan de veldtocht.

## De slag
Op 5 augustus 1861 probeerde kolonel Martin Green en zijn 2.000 soldaten van de Missouri State Guard Athens te veroveren op de 500 soldaten van de Missouri Home Guard onder Moore. Om 05.00 uur in de ochtend zagen de voorposten van Moore de vijand naderen. Moore verzamelde de rest van zijn mannen voor de komende slag. Verschillende van zijn soldaten waren ziek of op verlof, waardoor Moore nog maar 333 mannen overhad om Athens te verdedigen.
Athens werd langs drie zijden door Greens troepen ingesloten. Langs de vierde zijde lag een rivier. Luitenant-kolonel Charles S. Callihan voerde het bevel over de Noordelijke linkerflank. Tegenover hem stond de Zuidelijke cavalerie en drie kanonnen respectievelijk onder leiding van majoor Shacklett en James Kniesley. Hoewel de Noordelijken geen artillerie hadden, hadden ze weinig te vrezen van de vijandelijke artillerie. Deze was namelijk slecht uitgerust.
Nadat de artillerie de eerste schoten gelost had (met weinig gevolgen voor de Noordelijken), rukte de Zuidelijke infanterie op. De Noordelijken waren ver in de minderheid maar waren uitgerust met Springfieldgeweren. De Zuidelijken hadden antieke musketten en slecht getrainde soldaten.
Kapitein Hackneys mannen slaagden erin om de Zuidelijken terug te drijven van Stallion Branch. Callihans cavalerie trok zich in paniek terug toen ze de grote Zuidelijke eenheden op hen af zagen komen. Andere eenheden hielden wel stand.
Toen de Zuidelijke opmars werd vertraagd door een korenveld, werd Shacklett in de nek geraakt. Zijn mannen trokken zich ontdaan terug. Moore kon deze kans niet laten liggen en gaf zijn soldaten het bevel om de bajonetten te bevestigen en zich klaar te houden om de vluchtende vijand aan te vallen. Door deze tegenaanval brak de linie van de State Guard volledig. De Zuidelijke artillerie kon zich in veiligheid brengen. Omdat de Noordelijken weinig cavalerie hadden, konden ze de achtervolging niet verder doorzetten.

## Gevolgen
Moores eenheid slaagde erin een veel grotere vijandelijke eenheid te weerstaan en te verslaan met relatief weinig slachtoffers. Hoewel het aantal slachtoffers van de Missouri State Guard niet volledig bekend is, schatte Moore zelf dat er ongeveer 31 Zuidelijken gedood of gewond raakten in de slag. Er werden ook een twintigtal vijanden gevangengenomen.
Wat wel bekend is, is dat Moore ongeveer 450 volledig uitgeruste paarden, honderden wapens en een wagen met lange messen kon veroveren op de vijand. Deze Noordelijke overwinning was slecht voor het moreel van de Missouri State Guard in het noordoosten van Missouri. De Zuidelijken verloren het initiatief en moesten voortdurend op hun hoede zijn voor de vijand.